# (35478) 1998 EG11
1998 EG11 (asteroide 35478) é um asteroide da cintura principal. Possui uma excentricidade de 0.09249250 e uma inclinação de 5.87138º.
Este asteroide foi descoberto no dia 1 de março de 1998 por Eric Walter Elst em La Silla.